# C/2002 X5 Kudo-Fujikawa
C/2002 X5 (Kudo-Fujikawa) è una cometa non periodica scoperta dagli astrofili giapponesi Tetuo Kudo  e Shigehisa Fujikawa : entrambi hanno effettuato la scoperta visualmente. Particolarità di questa cometa è stata di avere un'orbita retrograda ed il perielio relativamente vicino al Sole, fatto che ha reso possibile la sua visibilità ad occhio nudo. 